# Сталійська Махала
Сталі́йська Махала́ (болг. Сталийска махала) — село в Монтанській області Болгарії. Входить до складу общини Лом.

## Населення
За даними перепису населення 2011 року у селі проживали 1325 осіб.
Національний склад населення села:
| Національність   | Кількість осіб | Відсоток |
| ---------------- | -------------- | -------- |
| болгари          | 1040           | 79,7%    |
| цигани           | 258            | 19,8%    |
| не визначились   | 5              | 0,4%     |
| Всього відповіли | 1305           |          |

Розподіл населення за віком у 2011 році:
Динаміка населення: